# 三島奈津子
三島奈津子（日语：三島奈津子，1982年11月30日—），出身於東京都的電視藝人。前AV女優。所屬事務所是プライムエージェンシー。

## 個人簡歷
2016年6月以E-BODY的專屬女優身分在AV界出道，是J罩杯的巨乳AV女優。
興趣是看電影、讀書和散步。擅長與人交流。喜歡中日龍隊的吉祥物多亞拉。
之前的工作是辦公室的OL。
胸部的形狀是「外に開いているロケット型」
2020年12月在『ゲオTV×メンズサイゾー セクシーパネルクイズ～ドアップ25～私は誰でしょう？』的WEB投票中獲得でセクシーOPPAI女優賞。
2021年2月於ゲオTV舉辦的「バレンタインチョコを貰いたいAV女優！アンケート」中獲得第6名。
2021年3月於個人的Youtube頻道中宣布自AV女優引退。娛樂活動則會繼續。

## 外部連結
- 三島奈津子 OFFICIAL WEBSITE （页面存档备份，存于）
- プライムエージェンシー・プロフィール （页面存档备份，存于）
- 三島奈津子的X（前Twitter）（2016年5月24日 - ）
- 三島奈津子的Instagram帳戶
- みしまチャンネル （页面存档备份，存于） - YouTube